# Dolmen de Kerugou
Le dolmen de Kerugou, appelé aussi dolmen de Kerugon est un dolmen à couloir situé sur la commune de Plomeur, dans le département français du Finistère. Les poteries qui y ont été découvertes ont contribué à définir un type de poterie spécifique au Néolithique final breton, dit « type de Kerugou ».

## Historique
Le site est fouillé en 1877 par Paul du Châtellier. Il est classé au titre des monuments historiques par arrêté du 8 avril 1922. Le dolmen a été restauré en 1938 par le groupe finistérien d'études préhistoriques.

## Description
Le dolmen est inclus dans un tumulus de 30 m de diamètre et 2,50 m de hauteur. Il ouvre au sud-est. La chambre est précédée d'un couloir de 6 m de longueur sur 1 à 1,50 m de large dont il subsiste une table de couverture. L’entrée de la chambre est marquée d'un seuil. La chambre, de forme rectangulaire, mesure 6,50 m de longueur. Elle est divisée en trois compartiments, de taille similaire, celui du centre étant un prolongement du couloir. Le compartiment nord est un peu plus petit que celui du sud : les dalles du fond mesurent respectivement 2 m de large sur 1,50 m de hauteur et 2,75 m de longueur sur 2 m de hauteur. Le sol était dallé de grandes pierres plates très minces reposant sur un lit de petits galets disposés sur une couche de terre jaune de 0,15 à 0,20 m d'épaisseur. Selon L'Helgouach, l'architecture du monument traduirait une évolution du type dolmen à couloir vers celui des allées couvertes où les cellules annexes deviennent égales à la chambre principale. 

## Matériel archéologique
Les fouilles de 1877 ont livré un matériel lithique (haches polies en dolérite et fibrolithe, éclats de silex), quelques éléments de parure (pendeloques en fibrolithe) et des céramiques de trois types. Le premier ensemble de poteries correspond à des bols à fond rond avec une pâte de couleur beige bien lissée en surface. Le second type comprend une série d'écuelles à fond rond, à pâte dure, aux parois épaisses, qui pourraient dériver des écuelles chasséennes. Le dernier type est un ensemble de vases à fond plat, carénés. Les écuelles à fond rond et les vases à fond plat proviennent, compte tenu de leur homogénéité et de leur décor similaire (fines moulures verticales), du même atelier. Cet ensemble homogène a contribué à définir un type de poterie spécifique au Néolithique final breton, dit « type de Kerugou ».

## Annexe